# ジュゼッペ・マスカーラ
ジュゼッペ・マスカーラ（Giuseppe Mascara, 1979年8月22日 - ）は、イタリア・カルタジローネ出身の元同国代表サッカー選手、現サッカー指導者。現役時代のポジションはFW。
高いテクニックを持ち、前線の様々なポジションをこなすことのできる選手。イタリア代表経験もある。

## 経歴

### キャリア初期
ユース時代は地元に近いコーミゾのクラブに所属。1995年にUSラグーザへ移籍しトップチームデビューを果たした。その後セリエC1のASDバッティパッリェーゼに3シーズン所属し、46試合に出場し10ゴールを記録。2000-01シーズンには同じカンパニア州のセリエC1のクラブであるASアヴェッリーノ1912へ移籍し、ここでレギュラーをつかみ29試合に出場し16ゴールを記録する。2001-02シーズンはサレルニターナ・カルチョ1919へ移籍しデビュー戦で得点も挙げたが、1試合に出場したのみですぐに地元シチリア島のクラブであり当時セリエBのUSチッタ・ディ・パレルモへ移籍した。2003年1月からは同じセリエBのジェノアCFCへレンタル移籍。そのため、パレルモのセリエB優勝とセリエA昇格に立ち会うことはできず、逆にジェノアはセリエC1に降格した。

### カターニア
2003年からは同じシチリア島のクラブで、パレルモのライバルであるカルチョ・カターニアへ移籍（マスカーラの出身地であるカルタジローネはカターニア県に位置するため、より故郷へ戻ったことになる）。移籍初年度からセリエBではともに自己最多の41試合に出場し13ゴールを挙げるなど中心選手として活躍。2004-05シーズンはACペルージャにレンタル移籍するものの、復帰した2005-06シーズンには自己最多を更新する14ゴールを挙げる活躍で、カターニアのセリエA昇格に貢献した。
2006-07シーズン、9月10日のカリアリ・カルチョ戦でセリエA初出場を記録。10月15日のインテル・ミラノ戦ではペナルティーエリア左外で受けたスローインをワントラップ後直接ゴール右上へ入れる同点ゴールを挙げた。しかし、最終的には怪我に悩まされ28試合の出場、6得点にとどまった。2007-08シーズンは35試合に出場したものの4得点に終わり、チームもシーズン終了間際まで残留争いをすることとなった。しかしワルテル・ゼンガが監督に就任した2008-09シーズンにはキャプテンを任されると復活。古巣・ジェノアとの開幕戦で決勝ゴールを挙げると、11月16日のトリノFC戦では自身初のハットトリックを達成し、カターニアのセリエA通算100勝に貢献した。2009年4月1日の古巣・パレルモとのシチリア・ダービーでは、センターサークル付近およそ55mの位置からダイレクトでループシュートを決めて4-0での勝利に貢献。このゴールでゴールデンゴール2009を受賞した。また、3月15日のウディネーゼ戦ではゴールからおよそ35mの位置から振り向きざまにループシュートを決めた。5月16日のローマ戦で1得点を挙げ、キャリア通算100ゴールを記録。結局このシーズンは33試合に出場しセリエAでは自己最多の12得点を挙げ、カターニアの残留に貢献した。

### ナポリ以後
2011年1月にSSCナポリへ移籍した。2012年1月から半年間ノヴァーラ・カルチョでプレー。同年6月、アラビアン・ガルフ・リーグのアル・ナスルSCへ移籍。2013年8月21日、デルフィーノ・ペスカーラに加入し母国に復帰した。翌年7月26日、エッチェッレンツァ（5部相当）のシラクーザ・カルチョと3年契約を交わし、セリエD昇格を経験した。2015年12月15日にシラクーザを退団すると、翌年2月1日にセリエDのSSDチッタ・ディ・スコルディアに加入した。

## 代表歴
2009年6月にはカルチョ・カターニアでの活躍からイタリア代表に初めて招集され、6月6日の親善試合・北アイルランド戦で29歳にして代表デビュー。カターニアに所属する選手としては初めて、同代表として出場した選手となった。

## 指導歴
2016年の現役引退後はUEFAのA級ライセンスを取得し、古巣カルチョ・カターニアのU-15部門を指揮。翌年10月24日、エッチェッレンツァ（イタリア5部）のASDジャッレ・カルチョ1946に監督として招聘された。

## タイトル
シラクーザ
- エッチェッレンツァ・シチリア（英語版） : 2014-15